# Fahad Al-Abdulrahman
 Der er for få eller ingen kildehenvisninger i denne artikel, hvilket er et problem. Du kan hjælpe ved at angive troværdige kilder til de påstande, som fremføres i artiklen.

Fahad Al Abdulrahman (født 6. april 1995) er en fodboldspiller fra Qatar som lige nu spiller for Al Sadd i Stars League i Qatar. Han har tidligere været lånt ud til den belgiske klub K.A.S. Eupen.